# Shin Hye-jeong
Shin Hye-jeong (hangul: 신혜정; Seúl, 10 de agosto de 1993), más conocida por su nombre mononimo como Hyejeong, es una cantante y actriz surcoreana. Es conocida por ser miembro del grupo surcoreano AOA.

## Primeros años
Hyejeong nació el 10 de agosto de 1993, en Seúl, Corea del Sur. Compitió en un concurso de supermodelo hasta la tercera ronda preliminar. Allí, un director de casting de FNC Entertainment la descubrió, convirtiéndose en aprendiz de FNC en agosto de 2010.

## Carrera

### AOA
El 30 de julio de 2012 debutó como miembro de AOA en M! Countdown de Mnet con el sencillo "Elvis", del álbum Angels' Story. Hasta el momento, AOA ha publicado 3 EPs y 9 sencillos en total.
También es parte de la subunidad AOA Cream junto a Yuna y Kim Chanmi. La subunidad lanzó su primer teaser el 1 de febrero de 2016.
El teaser del vídeo musical I'm Jelly Baby fue puesto en libertad el 4 de febrero de 2016.
El sencillo y vídeo fueron lanzados el 12 de febrero de 2016.

### Actividades individuales
El 8 de agosto de 2012 participó en la serie A Gentleman's Dignity. También participó en el vídeo musical "I Wish" de la banda F. T. Island, la canción formó parte del álbum Five Treasure Box , lanzado el 10 de septiembre de 2012.
En octubre de 2012, fue elegida para un papel de reparto en el drama "Cheongdam-dong Alice".
El 19 de octubre de 2012 junto a otras ocho estrellas como Nam Ji hyun y Jun. K, fueron confirmados por tvN para participar del programa de citas "The Romantic & Idol".
El 6 de agosto de 2013 se unió al elenco de la serie The Blade and Petal.
Posteriormente participó en el video musical de "Seoul Lonely" de la banda de chicos Phantom song, lanzado el 19 de mayo de 2014. También se unió a la promoción de la canción en varios espectáculos de música tomando el lugar de Gain.
El 4 de marzo de 2015 se reveló que sería parte del nuevo programa de variedades de la MBC "Soulmate Returns" junto a otros miembros del reparto.
El 10 de septiembre de 2015 fue incluida en la alineación del programa ¨Mashup¨ para SBS MTV EDM emitido por primera vez el 21 de septiembre a las 11PM KST.
En 2016 se unió al elenco de la película Mysterious Solver junto a Choi Min-hwan de F. T. Island.
En marzo de 2017, se confirmó que se uniría al elenco de Saturday Night Live Corea (tvN) para la temporada 9. El primer episodio fue transmitido el 25 de marzo de 2017.
En enero de 2018, la marca de jeans Buckaroo anunció a Hyejeong como su nueva modelo para la temporada S/S 2018.
En febrero de 2018 se reveló que tendrá un papel protagónico en el drama de fin de semana de la SBS Good Witch como la asistente de vuelo Joo Yebin.

## Vida personal
En abril de 2019 anunció que desde diciembre de 2018 estaba saliendo con el actor Ryu Ui-hyun, sin embargo en diciembre de 2019 se anunció que la pareja había terminado.

## Filmografía

### Películas
| Año  | Título                      | Rol      | Notas        |
| ---- | --------------------------- | -------- | ------------ |
| TBA  | The Hotel                   | Ho Eun   | [ 22 ]       |
| TBA  | Lovely Voice: The Beginning | Da Jung  | [ 23 ]       |
| 2017 | Mysterious Solver           | Miss Kim | protagonista |

### Series de televisión
| Año  | Título                | Rol                     | Red  | Notas        | Ref.         |
| ---- | --------------------- | ----------------------- | ---- | ------------ | ------------ |
| 2012 | A Gentleman's Dignity | hermana de Na Jong-seok | SBS  | Cameo        | [ 24 ]       |
| 2012 | Cheongdam-dong Alice  | Han Se-jin              | SBS  | reparto      | [ 9 ] [ 25 ] |
| 2013 | The Blade and Petal   | Dal-ki                  | KBS2 | reparto      |              |
| 2018 | Nice Witch            | Joo Ye Bin              | SBS  | protagonista | [ 26 ]       |
| 2020 | My Unfamiliar Family  | Yoon Seo-young          | tvN  | secundario   | [ 27 ]       |

### Realitys
| Año  | Título              | Rol              | Red | Ref.   |
| ---- | ------------------- | ---------------- | --- | ------ |
| 2012 | The Romantic & Idol | invitada regular | tvN | [ 28 ] |
| 2013 | Cheongdam-dong 111  | invitada regular | tvN | [ 29 ] |

### Programa de variedades
| Año  | Título                    | Rol            | Red     | Notas       |
| ---- | ------------------------- | -------------- | ------- | ----------- |
| 2015 | Mashup                    | MC             | SBS MTV |             |
| 2017 | Saturday Night Live Korea | elenco regular | tvN     | temporada 9 |
| 2018 | Busted!                   | invitada       | Netflix | ep. #7      |
| 2018 | King of Mask Singer       | participante   | MBC     | ep. #159    |